# RAND Corporation

Rand Corporation logo.

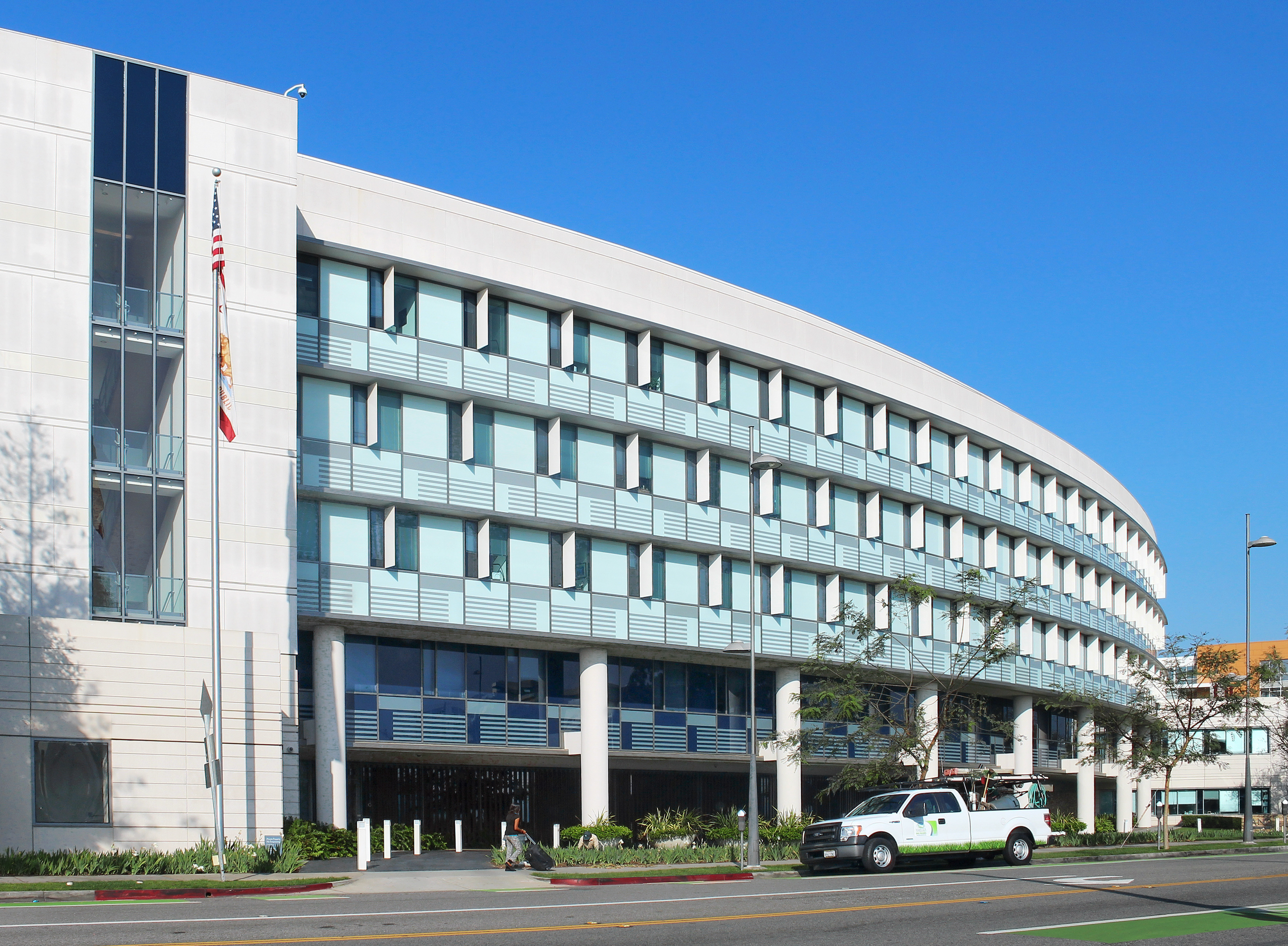
RAND Corporation.

RAND Corporation (Research ANd Development) – amerykański think tank i organizacja badawcza non-profit, pierwotnie sformowana dla potrzeb Sił Zbrojnych Stanów Zjednoczonych. Założona 14 maja 1948 roku w Santa Monica w Kalifornii na bazie rozpoczętego w końcu 1945 roku wojskowego Projektu RAND, realizowanego na rzecz dowództwa Sił Powietrznych Stanów Zjednoczonych przez Douglas Aircraft Company (pierwszy raport RAND ukazał się już w maju 1946 roku). Nazwa RAND jest skrótowcem od Research ANd Development (badania i rozwój)
W późniejszym okresie organizacja pracowała także dla innych organizacji rządowych i komercyjnych.
Obecnie RAND posiada około 1600 pracowników w sześciu siedzibach – trzech w USA: Santa Monica w Kalifornii, Arlington w Wirginii i Pittsburghu (Pensylwania), oraz trzech w Europie: Lejdzie w Holandii, Berlinie i brytyjskim Cambridge. W campusie w Santa Monica w Kalifornii prowadzi również kształcenie doktoranckie w Pardee RAND Graduate School.
Korporacja RAND jest znana z dużego wkładu w naukę, zwłaszcza w metody ilościowe, na polu m.in. badań operacyjnych, studiów nad przyszłością, rozwoju badań nad sztuczną inteligencją czy Internetu.
Obecnie RAND prowadzi badania na tak różnych polach jak obronność i terroryzm, stosunki międzynarodowe, edukacja czy zdrowie publiczne.

## Ważniejsi ludzie RAND
- Henry H. Arnold – generał Sił Powietrznych Stanów Zjednoczonych – założyciel RAND
- Kenneth Arrow – ekonomista, laureat nagrody Nobla, znany ze swojego twierdzenia o niemożności w teorii wyboru społecznego
- Donald Wills Douglas Sr. – założyciel i prezes Douglas Aircraft Company – założyciel
- Arthur E. Raymond – główny inżynier w Douglas Aircraft Company – założyciel
- Paul Baran – jeden z twórców techniki komutacji pakietów użytej przy projektowaniu sieci ARPANET i późniejszych sieci komputerowych takich jak Internet
- Barry Boehm – ekspert w inżynierii oprogramowania i ekonomiki programowania, twórca COCOMO
- George Dantzig – matematyk, twórca algorytmu sympleksowego używanego w programowaniu liniowym
- Harry Markowitz – ekonomista, laureat laureat nagrody Nobla za nowatorskie prace nad ekonomiczną teorią finansów i finansowaniem przedsiębiorstw, twórca teorii portfela
- Cecil Hastings – programista, autor klasycznej pozycji z zakresu inżynierii oprogramowania: Approximations for Digital Computers (Princeton 1955)
- Allen Newell
- Paul H. O’Neill – przewodniczący RAND w późnych latach 90 XX w.
- Daniel Ellsberg – sprawca poważnego wycieku dokumentów z DoD na przełomie lat 60 XX w. / 70 XX w.
- John von Neumann – matematyk, twórca podstaw informatyki i aksjomatyki teorii gier
- John Forbes Nash – matematyk, laureat nagrody Nobla za twierdzenie z teorii gier
- Herman Kahn – teoretyk wojny jądrowej i jeden z twórców planowania scenariuszowego[6]
- Katsuaki L. Terasawa – ekonomista
- Donald Rumsfeld – przewodniczący RAND Corporation w latach 1981–1986, dwukrotny sekretarz obrony Stanów Zjednoczonych.
- Condoleezza Rice – członek rady w latach 1991–1997 i była sekretarz stanu USA w gabinecie George’a W. Busha
- Francis Fukuyama – pisarz i futurolog
- Thomas C. Schelling – ekonomista, laureat nagrody Nobla z 2005 roku za prace dot. zastosowania teorii gier.
- Lewis „Scooter” Libby – były szef personelu Dicka Cheneya, obecnie oskarżony o szereg nadużyć